# Мондорф-ле-Бен
Мондорф-ле-Бен (люкс. Munneref, фр. Mondorf-les-Bains, нем. Bad Mondorf) — коммуна в Люксембурге, располагается в округе Гревенмахер. Коммуна Мондорф-ле-Бен является частью кантона Ремих. В коммуне находится одноимённый населённый пункт.
Население составляет 5082 человек (на 2018 год), в коммуне располагаются 1858 домашних хозяйств. Занимает площадь 13,66 км² (по занимаемой площади 91 место из 116 коммун). Наивысшая точка коммуны над уровнем моря составляет 317 м. (107 место из 116 коммун), наименьшая 186 м. (21 место из 116 коммун).